# Gomphrenoideae
Predefinição:Wikiespécies
Gomphrenoideae  é uma  subfamília botânica da família Amaranthaceae. 
Os estame s tem anteras com apenas um lobo (lóculo) e dois sacos polínicos. Muitas espécies apresentam caminho de C4-fotossíntese.
O seu centro de diversidade reside na América Central, México e nas florestas secas e savanas da América do Sul.

## sistemática
A subfamília Gomphrenoideae foi publicado pela primeira vez em 1893 por Hans Schinz (in: Engler und Prantl (Eds.): Die Natürlichen Pflanzenfamilien vol. 3, 1a, p. 97).
De acordo com a investigação filogenética por Sanchez del-Pino (2009), a subfamília Gomphrenoideae Schinz é considerada como um  táxon monofilético com 19 géneros e cerca de 300-400 espécies. A classificação tradicional com duas tribos (Gomphreneae e Pseudoplantageae) não refletem a relação filogenética neste grupo. Três subtipos podem ser reconhecidos:
- Cladus Iresinoids (clado irmão de dois clados):
  - Irenella Suess., com apenas uma espécie:
    - Irenella chrysotricha Suess

  - Iresine P.Browne (Syn.: Dicraurus Hook. f.)
  - Woehleria Griseb.
    - Woehleria serpyllifolia
- Cladus Alternantheroids:
  - Alternanthera Forssk. (Syn.: Brandesia Mart.)
  - Pedersenia Holub
  - Tidestromia Standl.
- Cladus Gomphrenoids:
  - Blutaparon Raf. (Syn.: Philoxerus R.Br.)
    - Blutaparon rigidum

  - Froelichia Moench
  - Froelichiella R.E.Fr.
    - Froelichiella grisea R.E.Fr. em Brasília.

  - Gomphrena L. (Syn.: Bragantia Vand.)
    - Gomphrena decumbens
    - Gomphrena globosa

  - Gossypianthus Hook.
  - Guilleminea Kunth (Syn.: Brayulinea Small)
  - Hebanthe Mart.
  - Hebanthodes
    - Hebanthodes peruviana

  - Lithophila Sw.
  - Pfaffia Mart.
  - Pseudogomphrena R.E.Fr.
    - Pseudogomphrena scandens

  - Pseudoplantago Suess.
  - Quaternella Pedersen
  - Xerosiphon Turcz.